# Lenovo

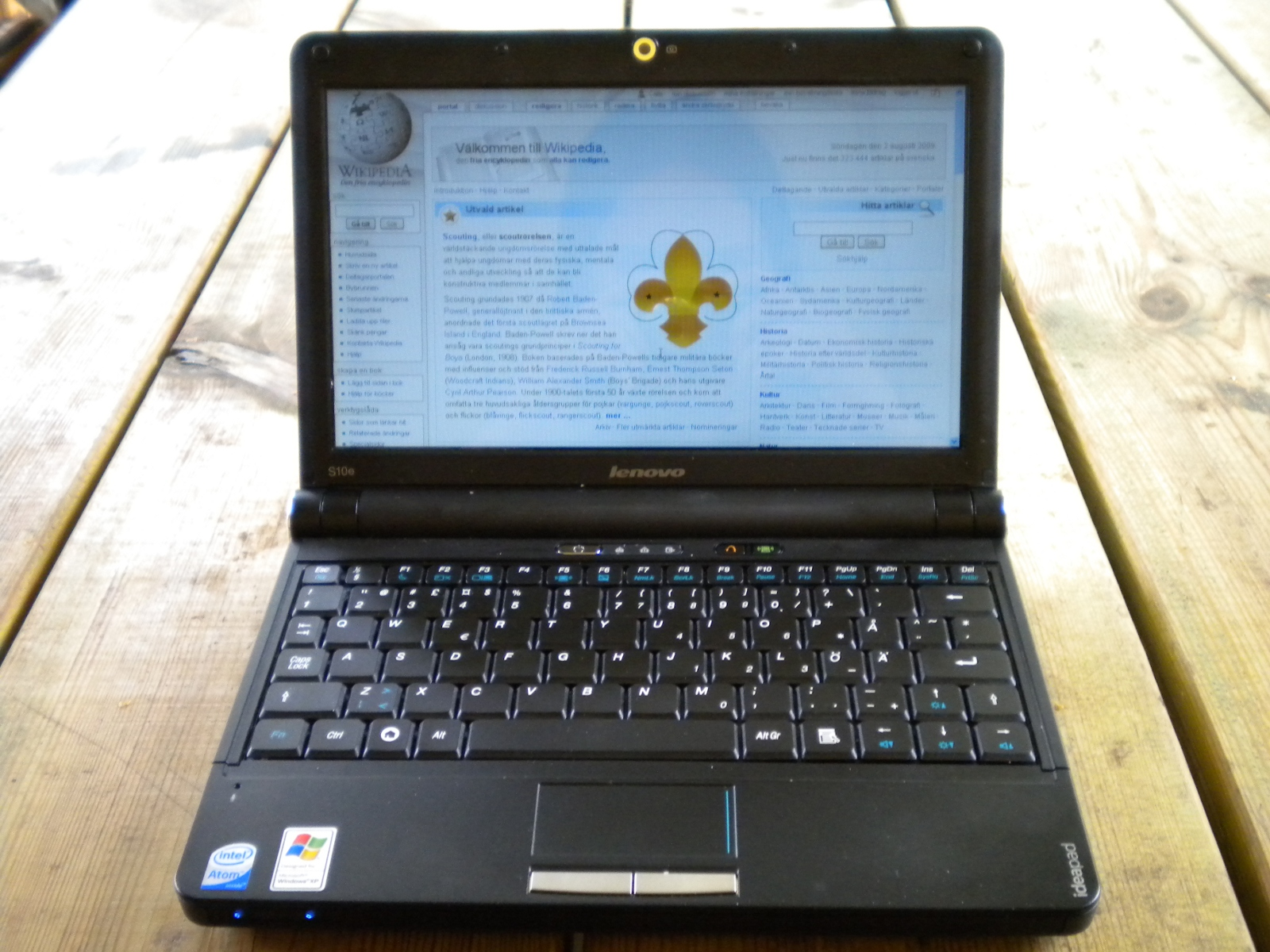
En dator från Lenovos IdeaPad-serie.

Lenovo Group Limited är Kinas största och sedan 2013 världens största PC-tillverkare.
Företagets produkter innefattar bland annat bärbara datorer i serierna ThinkPad och IdeaPad, men bolaget utvecklar, tillverkar och marknadsför även stationära persondatorer, arbetsstationer, servrar, lagringsenheter, bildskärmar, projektorer, IT-programvara och tillhörande tjänster. Verksamheten bakom ThinkPad har flest internationella patent av alla PC-tillverkare.
Lenovo marknadsför sina produkter direkt till konsumenterna, såväl små och medelstora företag som stora företag, samt genom onlineförsäljning, egna butiker (i Kina enbart), men har även en återförsäljarkedja.
Företaget är störst på persondatorer i Kina, med 28,6 procents andel av den kinesiska marknaden, enligt analysföretaget IDC i juli 2009.[källa behövs] Företaget omsatte 14 901 miljarder amerikanska dollar för räkenskapsåret som slutade 2008/2009 (slutar den 31 mars 2009).
Sin huvudsakliga verksamhet har Lenovo för närvarande i Peking, North Carolina (USA) och Singapore, med forskningscentra på dessa platser, liksom i Shanghai, Shenzhen, Xiamen och Chengdu i Kina och Yamato i Kanagawa prefektur i Japan.

## Historik
Företaget grundades 1984 och införlivades 1988 med företaget Legend i Hongkong.
År 2004 köpte företaget IBM:s PC-tillverkning för 1,25 miljarder amerikanska dollar. 650 miljoner betalades kontant och resten med aktier i företaget, vilket gav IBM 18,9 procent av aktierna. Under 2005 blev företaget världens tredje största PC-tillverkare. Till en början fortsatte Lenovo att sälja datorer under varumärket IBM men numera bär alla det egna namnet.
Den 27 november 2009 tillkännagav Lenovo Group att man hade för avsikt att köpa Lenovo Mobile Communication Technology. Lenovo Mobile rankas nu[när?] som tredje störst på marknaden för mobiltelefoner i Kina.